# 1954
Il 1954 (MCMLIV in numeri romani) è un anno  del XX secolo.

## Eventi
- USA: vengono messi in commercio i primi apparecchi televisivi a colori.
- USA: è messo in commercio il primo apparecchio radio a transistor costruito in serie.
- La ditta di strumenti musicali statunitense Fender lancia sul mercato la Stratocaster, chitarra icona del rock.

### Gennaio
- 3 gennaio – Italia: iniziano ufficialmente le trasmissioni televisive, con un unico canale, il Programma Nazionale della Rai, inizialmente diffuso solo in Piemonte, Lombardia, Liguria, Emilia, Toscana, Umbria e Lazio.
- 7 gennaio – New York: La IBM tiene nei suoi uffici la prima dimostrazione di un sistema di traduzione automatica.
- 12 gennaio – Austria: nel piccolo comune di Blons una terribile valanga uccide più di 200 persone.
- 14 gennaio: l'attrice statunitense Marilyn Monroe sposa il campione di baseball Joe Di Maggio.
- 22 gennaio: a Groton, Connecticut, viene varato lo USS Nautilus, primo sottomarino a propulsione nucleare ad entrare in servizio militare per la US Navy.

### Febbraio
- 19 febbraio: la Crimea viene trasferita dal leader sovietico Nikita Chruščëv alla RSS Ucraina per commemorare il 300º anniversario dei Trattato di Pereyaslav tra i cosacchi ucraini e la Russia.
- 23 febbraio – Pittsburgh: con il vaccino di Jonas Salk contro la poliomielite ha luogo la prima vaccinazione di massa.

### Marzo
- 13 marzo – Vietnam: inizia la battaglia di Dien Bien Phu. Si concluderà con la sconfitta dei francesi.
- 25 marzo: Papa Pio XII pubblica la sua ventisettesima enciclica, la Sacra virginitas.

### Aprile
- 7 aprile: a Washington (Stati Uniti) viene enunciata la "Teoria del Domino" che giustificherà gli interventi armati statunitensi nelle varie nazioni del mondo.
- 11 aprile: questo giorno viene infatti indicato dal professor William Tunstall-Pedoe come il giorno più noioso dal 1º gennaio 1900 a causa della quasi assoluta mancanza di eventi di rilievo.
- 18 aprile: Gamal Abdal Nasser prende il potere in Egitto.

### Maggio
- 1º maggio: viene fondata in Corea del Sud la Chiesa dell'unificazione.
- 4 maggio: in Paraguay con un colpo di Stato il generale Alfredo Stroessner prende il potere.
- 7 maggio – Dien Bien Phu, Vietnam: le truppe coloniali francesi assediate si arrendono ai Viet Minh guidati dal generale Giap.
- 14 maggio – L'Aia: viene firmata, sotto l'egida dell'UNESCO, la convenzione per la protezione dei beni culturali in caso di conflitto armato.
- 17 maggio – Stati Uniti d'America: la Corte Suprema dichiara incostituzionale la segregazione razziale nelle scuole.
- 29 maggio – Roma: canonizzazione di Papa Pio X

### Luglio
- 4 luglio - Berna: La Germania Ovest batte contro tutti i pronostici L'Ungheria 3 a 2, nell'atto conclusivo del mondiale di calcio 1954, partita ricordata come Miracolo di Berna
- 12 luglio: con la firma del cessate il fuoco alla Conferenza di Ginevra, si conclude, dopo nove anni di combattimenti fra l'esercito coloniale francese e i Viet Minh, la guerra d'Indocina.
- 21 luglio: a Ginevra, in Svizzera viene riconosciuta la divisione del Vietnam in due stati. A nord del 17º parallelo nasce la Repubblica Democratica del Viet Nam ("Viet Nam del Nord") a guida comunista. A sud si forma lo Stato del Viet Nam ("Viet Nam del Sud") alleato degli Stati Uniti.
- 31 luglio: Achille Compagnoni e Lino Lacedelli, con il decisivo contributo di Walter Bonatti, conquistano la vetta del K2, nel Karakorum. La spedizione alpinistica italiana è guidata da Ardito Desio.

### Agosto
- 30 agosto – Francia: l'Assemblée nationale respinge la ratifica del Trattato della Comunità Europea di Difesa, per 319 voti contro 264.

### Settembre
- 8 settembre – Manila: viene firmato il trattato istitutivo della South-East Asia Treaty Organization (SEATO).
- 18 settembre – Italia: scoppia il Caso Montesi, il ministro degli Esteri Attilio Piccioni è costretto alle dimissioni per il coinvolgimento del figlio Piero nello scandalo legato alla morte di Wilma Montesi, una giovane trovata cadavere sulla spiaggia di Torvaianica l'11 aprile 1953; lo sostituisce Gaetano Martino.
- 29 settembre: viene firmata da dodici stati, tra cui l'Italia, la convenzione che istituisce il Conseil Européen pour la Recherche Nucléaire (CERN).

### Ottobre
- 5 ottobre – Memorandum di Londra: Trieste sarà italiana dal 26 ottobre.
- 22 ottobre: la Repubblica Federale Tedesca entra a far parte della NATO.
- 26 ottobre – Trieste: soldati italiani, accolti festosamente dalla popolazione, tornano nella città giuliana dopo circa dieci anni di governo militare alleato.

### Novembre
- 1º novembre – Algeria: i guerriglieri del Front de Libération Nationale (FLN) eseguono molteplici attacchi in varie zone del paese. Inizia la guerra d'Algeria per l'indipendenza dalla Francia.
- 14 novembre – Egitto: il presidente, generale Muḥammad Naǧīb, viene destituito, gli succederà Gamal Abd el-Nasser, nuovo uomo forte del regime.

## Nati
Ci sono circa 3 210 voci su persone nate nel 1954; vedi la pagina Nati nel 1954 per un elenco descrittivo o la categoria Nati nel 1954 per un indice alfabetico.

## Morti
Ci sono circa 810 voci su persone morte nel 1954; vedi la pagina Morti nel 1954 per un elenco descrittivo o la categoria Morti nel 1954 per un indice alfabetico.

## Calendario
| Calendario 1954 | Calendario 1954 | Calendario 1954 | Calendario 1954 | Calendario 1954 | Calendario 1954 | Calendario 1954 | Calendario 1954 | Calendario 1954 | Calendario 1954 | Calendario 1954 | Calendario 1954 | Calendario 1954 | Calendario 1954 | Calendario 1954 | Calendario 1954 | Calendario 1954 | Calendario 1954 | Calendario 1954 | Calendario 1954 | Calendario 1954 | Calendario 1954 | Calendario 1954 | Calendario 1954 | Calendario 1954 | Calendario 1954 | Calendario 1954 | Calendario 1954 | Calendario 1954 | Calendario 1954 | Calendario 1954 | Calendario 1954 | Calendario 1954 |
| --------------- | --------------- | --------------- | --------------- | --------------- | --------------- | --------------- | --------------- | --------------- | --------------- | --------------- | --------------- | --------------- | --------------- | --------------- | --------------- | --------------- | --------------- | --------------- | --------------- | --------------- | --------------- | --------------- | --------------- | --------------- | --------------- | --------------- | --------------- | --------------- | --------------- | --------------- | --------------- | --------------- |
|                 | 1               | 2               | 3               | 4               | 5               | 6               | 7               | 8               | 9               | 10              | 11              | 12              | 13              | 14              | 15              | 16              | 17              | 18              | 19              | 20              | 21              | 22              | 23              | 24              | 25              | 26              | 27              | 28              | 29              | 30              | 31              |                 |
| Gennaio         | Ve              | Sa              | Do              | Lu              | Ma              | Me              | Gi              | Ve              | Sa              | Do              | Lu              | Ma              | Me              | Gi              | Ve              | Sa              | Do              | Lu              | Ma              | Me              | Gi              | Ve              | Sa              | Do              | Lu              | Ma              | Me              | Gi              | Ve              | Sa              | Do              |                 |
| Febbraio        | Lu              | Ma              | Me              | Gi              | Ve              | Sa              | Do              | Lu              | Ma              | Me              | Gi              | Ve              | Sa              | Do              | Lu              | Ma              | Me              | Gi              | Ve              | Sa              | Do              | Lu              | Ma              | Me              | Gi              | Ve              | Sa              | Do              |                 |                 |                 |                 |
| Marzo           | Lu              | Ma              | Me              | Gi              | Ve              | Sa              | Do              | Lu              | Ma              | Me              | Gi              | Ve              | Sa              | Do              | Lu              | Ma              | Me              | Gi              | Ve              | Sa              | Do              | Lu              | Ma              | Me              | Gi              | Ve              | Sa              | Do              | Lu              | Ma              | Me              |                 |
| Aprile          | Gi              | Ve              | Sa              | Do              | Lu              | Ma              | Me              | Gi              | Ve              | Sa              | Do              | Lu              | Ma              | Me              | Gi              | Ve              | Sa              | Do              | Lu              | Ma              | Me              | Gi              | Ve              | Sa              | Do              | Lu              | Ma              | Me              | Gi              | Ve              |                 |                 |
| Maggio          | Sa              | Do              | Lu              | Ma              | Me              | Gi              | Ve              | Sa              | Do              | Lu              | Ma              | Me              | Gi              | Ve              | Sa              | Do              | Lu              | Ma              | Me              | Gi              | Ve              | Sa              | Do              | Lu              | Ma              | Me              | Gi              | Ve              | Sa              | Do              | Lu              |                 |
| Giugno          | Ma              | Me              | Gi              | Ve              | Sa              | Do              | Lu              | Ma              | Me              | Gi              | Ve              | Sa              | Do              | Lu              | Ma              | Me              | Gi              | Ve              | Sa              | Do              | Lu              | Ma              | Me              | Gi              | Ve              | Sa              | Do              | Lu              | Ma              | Me              |                 |                 |
| Luglio          | Gi              | Ve              | Sa              | Do              | Lu              | Ma              | Me              | Gi              | Ve              | Sa              | Do              | Lu              | Ma              | Me              | Gi              | Ve              | Sa              | Do              | Lu              | Ma              | Me              | Gi              | Ve              | Sa              | Do              | Lu              | Ma              | Me              | Gi              | Ve              | Sa              |                 |
| Agosto          | Do              | Lu              | Ma              | Me              | Gi              | Ve              | Sa              | Do              | Lu              | Ma              | Me              | Gi              | Ve              | Sa              | Do              | Lu              | Ma              | Me              | Gi              | Ve              | Sa              | Do              | Lu              | Ma              | Me              | Gi              | Ve              | Sa              | Do              | Lu              | Ma              |                 |
| Settembre       | Me              | Gi              | Ve              | Sa              | Do              | Lu              | Ma              | Me              | Gi              | Ve              | Sa              | Do              | Lu              | Ma              | Me              | Gi              | Ve              | Sa              | Do              | Lu              | Ma              | Me              | Gi              | Ve              | Sa              | Do              | Lu              | Ma              | Me              | Gi              |                 |                 |
| Ottobre         | Ve              | Sa              | Do              | Lu              | Ma              | Me              | Gi              | Ve              | Sa              | Do              | Lu              | Ma              | Me              | Gi              | Ve              | Sa              | Do              | Lu              | Ma              | Me              | Gi              | Ve              | Sa              | Do              | Lu              | Ma              | Me              | Gi              | Ve              | Sa              | Do              |                 |
| Novembre        | Lu              | Ma              | Me              | Gi              | Ve              | Sa              | Do              | Lu              | Ma              | Me              | Gi              | Ve              | Sa              | Do              | Lu              | Ma              | Me              | Gi              | Ve              | Sa              | Do              | Lu              | Ma              | Me              | Gi              | Ve              | Sa              | Do              | Lu              | Ma              |                 |                 |
| Dicembre        | Me              | Gi              | Ve              | Sa              | Do              | Lu              | Ma              | Me              | Gi              | Ve              | Sa              | Do              | Lu              | Ma              | Me              | Gi              | Ve              | Sa              | Do              | Lu              | Ma              | Me              | Gi              | Ve              | Sa              | Do              | Lu              | Ma              | Me              | Gi              | Ve              |                 |

## Premi Nobel
In quest'anno sono stati conferiti i seguenti Premi Nobel:
- per la Pace: Alto Commissariato delle Nazioni Unite per i Rifugiati
- per la Letteratura: Ernest Miller Hemingway
- per la Medicina: John Franklin Enders, Frederick Chapman Robbins, Thomas Huckle Weller
- per la Fisica: Max Born, Walther Bothe
- per la Chimica: Linus Carl Pauling